# Starý Rybník
Starý Rybník (németül: Altenteich) Skalná településrésze Csehországban a Karlovy Vary-i kerület Chebi járásában. Központi községétől 1 km-re délre fekszik. A 2001-es népszámlálási adatok szerint 67 lakóháza van.